# Любляна
Любля́на (словен. Ljubljana [ljuˈbljàːna] (прослушатьо файле), итал. Lubiana, до 1918 — Лайбах, нем. Laibach) — столица и крупнейший город Словении. Образует городскую общину Любляна, разделённую на семнадцать районов.
Население — 284,4 тыс. человек (2019 год), или 13,6 % населения страны. В пределах агломерации проживает свыше 500 тысяч человек. Расположена в центральной части страны в межгорной Люблянской котловине на берегах реки Любляницы.
Главный политический, экономический и культурный центр Словении. Концентрирует свыше 40 % ВВП страны и треть штаб-квартир крупнейших компаний Словении. Здесь находится Люблянский университет, в котором обучается свыше пятидесяти тысяч студентов. Общественный транспорт состоит из автобусов.
Историческое ядро образует крепость Град, под ним — Старый город. Остатки античных и средневековых построек; ансамбли в стилях барокко XVI—XVIII веков, модерна после землетрясения 1895 года, постройки архитектора Йоже Плечника в первой половине XX века.
С I века — римский город Эмона, обезлюдевший в V веке; как средневековое поселение известно с XII века. С 1335 по 1918 годы под немецким названием Лайбах в составе государства Габсбургов, с XIV века — административный центр Крайны. С 1918 года под словенским названием Любляна — столица Словении.

## Этимология
Происхождение современного названия города остаётся неясным. Согласно новейшим объяснениям (Штих, 2010), корень ljub- — славянского происхождения; название же города было образовано от Ljubíja, реки Любляницы (современная форма впервые упоминается в XVI веке П. Трубаром). Со временем первоначальное Ljubijane перешло в Ljubljana. Немецкое название города — Laibach, Лайбах (впервые упоминается в XII веке) — скорее всего, происходит от Labach, от баварского «болота». В документе 1146 года поселение известно под словенско-романским названием Luwigana. 

## История
Древнейшие следы пребывания человека на территории Любляны датируются возрастом около четырёх тысяч лет. Первобытные люди занимались охотой, животноводством, а также примитивным земледелием. Болотистая местность вынуждала строить жилища на сваях. Около 1200 года до н. э. на территорию Любляны мигрировали люди, относящиеся к культуре полей погребальных урн. В X—VIII веках до н. э. местность заселили иллирийцы и венеты, позднее сюда пришли кельты. В поселении, появившемся в период поздней бронзы и раннего железного века — около X века до н. э., вдоль грунтовых улиц располагались деревянные дома, которые многократно перестраивались с сохранением первоначальной планировки поселения. На противоположном берегу реки Любляницы размещалось кладбище.

### Античность
Территория современной Любляны издавна занимала выгодное географическое положение на берегах судоходной реки Любляницы в центре Люблянской котловины, на пересечении торговых путей, связывавший бассейн Дуная с Адриатическим морем. В I веке до н. э. старое поселение у подножия Замковой горы на правом берегу Любляницы вошло в границы Италии под названием Эмона (лат. Colonia Iulia Emona), основным населением которого стали римляне. Античное название поселения скорее всего является доримским, заимствованным у местного населения. К 15-му году нашей эры римляне основали новое поселение на противоположном берегу реки Любляница. Эмона имела прямоугольную планировку улиц, со всех сторон была укреплена стеною (обнаружена в начале XX века) от шести до восьми метров высоты с 29 башнями. Город населяло от трёх до пяти тысяч жителей, которые были выходцами из северной Италии. Дома строились из камня, полы подогревались и были выполнены из мозаики. Имелись общественные бани, городской водопровод и канализация, которая стекала в Любляницу. С конца IV до конца VI веков в Эмоне располагалась резиденция епископа христианской церкви.
Вместе с распадом Римской империи в IV—VI веках Эмона постепенно приходила в упадок. Во время Великого переселения народов в V веке Эмона, располагаясь на самом краю Италии, подверглась вторжениям с востока: здесь останавливались вестготы зимой 408—409 годов, гунны в 452 году, лангобарды в 568 году, и в том же веке — авары и славяне. Население Эмоны в поисках безопасного места бежало в горы, окружающие Люблянскую котловину. Ко второй половине VI века Эмона окончательно обезлюдела. В течение последующих пяти веков не было никаких свидетельств о существовании здесь поселений. Единственным напоминанием об античной Эмоне были руины на левом берегу Любляницы.

### Средние века
В VII—VIII веках местность современной Любляны попеременно находилась под властью Аварского каганата. В VII веке эти земли могли входить в состав недолговечного государства Само, а после его распада могли оказаться на окраине древнейшего государства словенцев — Карантании со столицей в Крнски Граде. В VIII веке Карантания была завоёвана и вошла в состав Франкского государства, а после его распада в IX веке — в Восточную марку Восточно-Франкского королевства, на месте которого в X веке возникла Священная Римская империя. Тогда же восточные марки вместе с Каринтией и Крайной были объединены в герцогство Великая Карантания, которая позднее распалась.
К периоду между 1112 и 1125 годами относится первое письменное упоминание о средневековом поселении. Оно, вероятно, располагалось на левом берегу Любляницы в районе Новой площади. На Замковой горе левого берега возвышался замок, в то время принадлежавший каринтийским герцогам Спанхеймам. Под 1144 годом упоминается первый житель Любляны — Ульрих, младший брат Генриха V Спанхейма.
Средневековый город развивался под замком, вокруг Городской площади. К нему с юга примыкала Старая площадь, мост Сапожников и площадь Водника. На монете местной чеканки 1220 года фигурирует надпись Civitas Leibacvn. В 1280 году впервые упоминается мост через Любляницу, впоследствии известный как Старый мост. Позднее появился Новый мост, или мост Сапожников, который соединял город с Новой площадью (известна с 1267 года).
Со смертью последнего герцога Каринтии в 1269 году город после осады перешёл во владение короля Богемии. В 1325 году в Лайбахе поселились евреи, приехавшие из Фриули. На улице Господской в XIV веке селилась местная знать. Три части города — собственно город вокруг Городской площади и районы — Старая площадь и Новая площадь имели самостоятельные крепостные стены. Численность населения к концу Средневековья составила около четырёх тысяч человек. В XIV веке появился городской совет из 12 членов.
В 1335 году город вместе с остальной Крайной перешёл во власть Габсбургов. В немецких письменных источниках 1442 года город впервые упоминается как столица Крайны (Laybach… hauptstat daselbst in Krain; первоначальная столица — Крайнбург, поздняя — Штейн). В 1461—1462 годах в Лайбахе было основано епископство, кафедра которого разместилась в соборе Святого Николая. В 1472 году город пережил осаду турок. В XV веке, город по политическому и экономическому значению превзошёл другие города Крайны. В 1504 году император Максимилиан I предоставил городу право ежегодно избирать себе мэра.

### Новое время
В 1511 году произошло землетрясение, после которого город был перестроен в стиле ренессанса, вокруг города возведена новая крепостная стена. Население города в XVI веке насчитывало около 5 тысяч жителей, для 70 % из которых словенский язык был родным. В этом веке Лайбах превратился в центр протестантизма: здесь жил и словенский первопечатник Примож Трубар. Однако в конечном итоге в Словении победу одержал католицизм. На первую половину XVIII века пришлось творчество итальянского скульптора Франческо Робба, который в течение 9 лет трудился над созданием главного символа люблянского барокко — фонтаном трёх словенских рек.
В 1701 году основана местная филармония. В 1754 году население Лайбаха достигло 9300 человек. В 1797 году вышла в свет первая словенская газета.
В 1809—1813 годах Лайбах был административным центром Иллирийских провинций Наполеона, словенский был признан одним из официальных языков нового территориального образования.
В 1821 году в Лайбахе проходил конгресс Священного союза. В память об этом событии одна из центральных площадей города носит название площади Конгрессов.
Во второй половине XIX века получили развитие мануфактуры, так в 1873 году была основана табачная фабрика. В 1849—1857 года установлено железнодорожное сообщение с Веной и Триестом.
В 1860-е годы с создания Матицы словенской Лайбах стал культурным центром словенцев (наряду с Клагенфуртом, Грацем, Веной и Триестом). В 1882 году словенцы составили большинство в городском совете, впервые в истории Лайбаха избрав мэра-словенца Петера Грассели. В 1882 году было открыто первое словенское банковское учреждение — городской сберегательный банк. В 1888 году в город обзавёлся электричеством, 1890 году — водопроводом, в 1896 году появился кинематограф, в 1897 году — телефонная связь. В 1895 году Лайбах пострадал от сильного землетрясения интенсивностью до 9 баллов, восстановлением города по проекту Макса Фабиани занимались австрийские и чешские архитекторы. Город приобрёл новый облик: были проложены новые улицы, построены дома в стилях ар нуво и неоренессанс. Иван Хрибар, мэр Лайбаха в 1896—1910 годах, провёл разностороннюю модернизацию города: от усовершенствования коммунального хозяйства и развития туристической сферы до создания ряда научных и просветительских организаций, занимавшихся распространением словенской культуры.

### Новейшее время
В 1901 году на улицах Лайбаха появился трамвай. В 1907 году открыт первый кинотеатр. Первая мировая война не навредила городу.
С образованием в 1918 году Королевства сербов, хорватов и словенцев, ставшего затем Королевством Югославия, город под словенским названием Любляна стала административным центром словенской части нового государства. Тогда в 1919 году был основан университет, в 1938 году — академия искусств и наук. В период с 1929 по 1939 годы — административный центр Дравской бановины Югославии. В межвоенный период город претерпел существенные изменения под руководством словенского архитектора Йоже Плечника.
Во время Второй мировой войны Любляна была оккупирована сначала войсками Италии (1941—1943 года), а позднее — Германии (1943—1945). Как административный центр входила в образованную провинцию Любляна. Город был обнесён колючей проволокой протяжённостью 30 км. В 1945 году город стал столицей Народной Республики Словении в составе Социалистической Федеративной Республики Югославия. Во второй половине XX века Любляна стремительно развивалась, её население росло. 25 июня 1991 года с провозглашения национальной независимости Любляна стала столицей суверенной Республики Словении.

## Физико-географическая характеристика
Любляна расположена в центральной части Словении, посреди Люблянской котловины между болотами Люблянского барья на юге и Люблянского поля на севере; к югу от гор Караванке и к востоку от Юлийских Альп; на реке Люблянице, примерно в десяти километрах от её впадения в Саву.
Расстояние до Адриатического моря (Триеста) по прямой составляет около 65 км. Расстояние до ближайших столиц Европы по прямой: 140 км до Загреба, 380 км до Вены, 440 км до Будапешта и Братиславы, 500 км до Сараева и 531 км до Белграда.
Площадь города по данным национальной статистики (2013 год) — 163,8 км². Площадь муниципального образования — 275 км², из них на зелёные насаждения приходится 127 км².
Высота муниципального образования над уровнем моря составляет 295 метров. Самая высокая точка на уровнем моря — холм Яншки высотою 794 метра, самая низкая — 260 метров при впадении Любляницы в Саву. Географические координаты города: 46° 03' широты и 14° 30' долготы.
Через Любляну протекают реки Любляница, Градашчица, Малый Грабен, Глиншчица, Пржанец, Бизовишки Поток, Грабен, Долги Поток, а также канал Грубера, сооружённый в 1782 году для защиты центра города от наводнений.

### Растительность
Крупные лесные массивы холмов Рожник и Головец с двух сторон зелёными клиньями вдаются в центр Любляны. К северо-западу от центра расположен крупнейший парк города — Тиволи площадью 5 км². Ландшафтный парк, основанный во времена Наполеона, получил своё название от садов Парижа; современный облик с аллеями и скульптурами приобрёл в XX веке благодаря архитектору Й. Плечнику. На территории парка находится Люблянский зоопарк. Вместе с лесистым холмом Рожник общей площадью 452 га отнесён к охраняемым природным территориям.
К востоку от центра возвышается Замковая гора и далее, разделённый каналом Грубера, массив Головец. В ботаническому саду, основанном в 1810 году, произрастает около 4500 разновидностей растений. В центре города у площади Конгрессов расположен небольшой парк «Звезда», созданный в 1824 году и получивший своё название из-за расходящихся в разные стороны аллей. В память об оккупации во время Второй мировой войны, когда город был окружена колючей проволокой, в 1957 году была заложена аллея Дорога воспоминаний и товарищества.
В 2009 году город занял 19-е место в рейтинге тридцати зелёных городов Европы, проигрывая другим столицам из-за плохого состояния водопроводных и канализационных сетей, низкого уровня использования возобновляемых источников энергии и плохой изоляции зданий. Отмечалось отсутствие городской стратегии по сокращению выбросов CO2 в атмосферу, многолетнее снижение пассажиропотока на маршрутных автобусах из-за медленной скорости в условиях узких дорог.

### Климат
Климат Любляны умеренный, переходный от континентального к морскому, смягчаемый близостью гор и моря. Из-за особенности местности зимой в Любляне наблюдается явление температурной инверсии, при которой прохладный и влажный воздух удерживается в приземном слое атмосферы. Летом господствуют тёплые воздушные массы Адриатики.
Самый тёплый месяц — июль, самый холодный — январь. По количеству осадков Любляна является одной из самых влажных столиц Европы. Самый дождливый месяц — июнь. С мая по сентябрь обычны грозы. Снег выпадает в период с декабря по февраль. На осенне-зимний период приходится большинство туманов.
Любляна вместе с остальной Словенией расположена на сейсмически активной южной границе Евразийской тектонической плиты на северо-западной границе Средиземного-Гималайского сейсмического пояса. Сильнейшее землетрясение магнитудой 6,1 в истории города произошло 14 апреля 1895, повлёкшее разрушения зданий и человеческие жертвы.
Любляна находится в зоне возможных наводнений, вызванных повышением уровня вод в городских реках, особенно в Люблянице и её крупнейшем притоке Малом Грабне. Так, в сентябре 1926 года за четыре дня выпало 300 мм осадков, что повлекло катастрофическое наводнение.
| Показатель                    | Янв.  | Фев.  | Март  | Апр. | Май  | Июнь | Июль | Авг. | Сен. | Окт.  | Нояб. | Дек.  | Год   |
| ----------------------------- | ----- | ----- | ----- | ---- | ---- | ---- | ---- | ---- | ---- | ----- | ----- | ----- | ----- |
| Абсолютный максимум, °C       | 16,6  | 21,8  | 24,6  | 29,3 | 33,1 | 38,0 | 38,8 | 38,1 | 33,0 | 26,9  | 21,9  | 16,7  | 38,8  |
| Средний суточный максимум, °C | 3,0   | 6,2   | 11,2  | 15,4 | 20,8 | 23,9 | 26,5 | 26,1 | 21,5 | 15,3  | 7,9   | 3,4   | 15,1  |
| Средняя температура, °C       | −0,5  | 1,3   | 5,7   | 10,2 | 15,2 | 18,5 | 20,6 | 20,2 | 15,8 | 11,0  | 5,0   | 0,6   | 10,3  |
| Средний суточный минимум, °C  | −2,7  | −1,9  | 1,4   | 4,9  | 9,4  | 12,7 | 14,6 | 14,4 | 11,0 | 6,7   | 1,7   | −1,7  | 5,9   |
| Абсолютный минимум, °C        | −25,4 | −23,8 | −20,9 | −5,3 | −2,8 | −0,1 | 4,1  | 4,1  | −0,8 | −10,7 | −16,4 | −20,2 | −25,4 |
| Норма осадков, мм             | 71    | 71    | 87    | 103  | 113  | 154  | 117  | 134  | 131  | 147   | 137   | 103   | 1368  |
| Источник: Meteo.si            |       |       |       |      |      |      |      |      |      |       |       |       |       |

## Символика
Герб Любляны представляет собой червленый щит с изображением серебряного замка, стоящего на зелёной земле. Замок с двумя ярусами, увенчанными зубцами прямоугольной формы, с чёрными окнами и воротами с поднятой золотой решёткой. На верхнем ярусе в горизонтальном положении сидит зелёный дракон с расправленными крыльями, закрученным в спираль хвостом, высунутым червленым языком и золотыми когтями. Щит обрамлён тонкой золотой лентой.
Дракон — старинный символ Лайбаха, известный с XV века. Ему предшествовал крылатый лев, изображавшийся на городской печати в XIII веке. Появление дракона, возможно, связано с традиционным изображением Георгия Победоносца, поражающего змея. По легенде, на берегу Любляницы предводитель аргонавтов Ясон победил крылатого змея.
Флаг Любляны состоит из двух равновеликих горизонтальных полос, верхняя полоса — белая и нижняя зелёная. Соотношение ширины к длине составляет 1:2,5. В центре размещён герб.
Логотип Любляны в нескольких однотипных вариантах, предназначенный для использования в рекламных целях, представляет собой композицию синего квадрата на белом фоне и кривых, символизирующих дракона. Герб, флаг и логотип Любляны были утверждены городским советом в 2012 году.

## Население
По данным на 1 января 2014 года численность населения Любляны составила 258 873 (что на 15 953 человека меньше, чем годом ранее). Из них 47 % мужчин и 53 % женщин.
По данным переписи 2002 года, 84,1 % жителей назвали себя словенцами, 7,5 % босняками, 3,5 % хорватами, 3,2 % сербами. Для 79 % жителей словенский был родным языком, среди других наиболее распространённых языков оказались сербский, хорватский, сербо-хорватский и боснийский. 40 % населения были католиками; 5 % православных, 5 % мусульман, 19 % неверующих и атеистов, 17 % отказались отвечать на вопрос о религиозной принадлежности. В Любляне расположено множество христианских храмов (католический Собор Святого Николая, православная Церковь Святых Кирилла и Мефодия и другие), а также одна мечеть.
Территориальную структуру агломерации Любляны образуют:
1. собственно город (городское население общины),
2. муниципалитет (городская община Любляна),
3. агломерация Любляны из города и 9 соседних общин,
4. урбанизированный район Любляны (совпадает с границами статистического региона Средняя Словения, охватывает 26 соседних общин, 25 % населения и 12,6 % территории страны[24]), соответствует урбанизированной зоне (larger urban zone) Евростата, численность которой за 2007—2009 годы составила 508 607 человек[25];
5. метрополитенский район с населением свыше 600 тысяч человек[26].

## Власть
Согласно конституции Республики Словении, Любляна является столицей страны. Здесь расположена штаб-квартира организации Евросоюза (с 2011 года) — Агентства по взаимодействию регуляторов энергетики.
Административно образует городскую общину Любляна, управление в которой разделено между централизованной властью в лице жупана, городского совета и наблюдательного совета, и на более низком уровне — советами 17 самоуправляемых районов. Власти общины размещаются в ратуше на Городской площади. Органом представительной власти города является городской совет состоит из 45 членов, избираемых населением раз в четыре года. Он наделён полномочиями вносить изменениями в устав городской общины и принимать бюджет. Мэр Любляны называется жупаном, является главой городской администрации, и избирается раз в четыре года. Мэр Любляны с 2006 года (переизбран в 2010 году) — Зоран Янкович. Наблюдательный совет следит за исполнением бюджета.
Доходы бюджета Любляны в 2010 году составили 408,7 млн евро. В структуре доходов налоговые доходы составили 52,6 % всех поступлений, доходы от капитала — 25,6 %, неналоговые доходы — 9,2 %.

### Районы общины
| 1. Бежиград 2. Центр 3. Чрнуче 4. Дравле 5. Головец 6. Ярше |  | 1. Мосте 2. Поле 3. Посавье 4. Рожник 5. Рудник 6. Состро |  | 1. Шентвид 2. Шишка 3. Шмарна гора 4. Трново 5. Вич |

В состав районов общины Любляна кроме города входят ещё 37 населённых пунктов.

### Жупаны
- 1871—1874 Карел Дежман
- 1882—1896 Петер Грасселли
- 1896—1910 Иван Хрибар
- 1910—1921 Иван Тавчар
- 1942—1945 Леон Рупник
- 1945—1948 Фран Альбрехт
- 1951—1953 Якоб Авшич
- 1954—1960 Марьян Дермастия

## Экономика
Во времена социализма Любляна была столицей самой процветающей республики в составе Югославии: ВВП на душу населения столицы в 1981 году составлял 260 % от среднего по Югославии. С этого периода здесь работает сталелитейная (позже машиностроительная) компания Litostroj, в 2000-х переориентировавшаяся на выпуск электрооборудования.
Столица концентрирует 42,6 % национального ВВП (2009 год).
Здесь расположена национальная Люблянская фондовая биржа, а также штаб-квартиры 119 из 300 крупнейших компаний Словении (2011 год), в том числе (по объёму выручки): нефтяной Petrol, международной сети супермаркетов Mercator, энергетической Holding Slovenske elektrarne, телекоммуникационной Telekom Slovenije, фармацевтической Lek, газовой Geoplin, табачной Tobačna Grosist, оптового продавца лекарственных средств Kemofarmacija, производителя электрооборудования Hella Saturnus Slovenija и других.
В 2010 году город посетило 393 тысячи туристов, включая иностранных.
Согласно исследованию издательства Lonely Planet 2014 года, Любляна вошла в десятку лучших городов Европы как место, наиболее интересное в плане архитектуры, природы, истории и гастрономии.

## Коммунальная инфраструктура
Коммунальные услуги в Любляне и её окрестностях предоставляют дочерние компании «Общественного холдинга Любляны» с муниципальным участием.
Услуги по водоснабжению, водоотведению и очистке сточных вод оказывает компания Vodovod-kanalizacija. Основным источником центрального водоснабжения Любляны являются подземные воды Люблянского поля на правом берегу реки Савы в черте города, а также Люблянского барья к югу от Любляны. Для обеззараживания воды иногда применяется хлор. Центральные очистные сооружения, расположенные на северо-восточной окраине города, перерабатывают 80 тыс. м³ вод в сутки. В центре города в тёплый сезон работают питьевые фонтанчики.
Централизованное теплоснабжение (подача воды и пара) и распределение природного газа осуществляет компания Energetika Ljubljana. Утилизацией твёрдых отходов, уборкой дорог и пешеходных зон, а также размещением уличной рекламы и содержанием общественных туалетов занимается компания Snaga.

## Транспорт
Любляна — крупный узел шоссейных дорог. Вокруг города проходит кольцевая автодорога, построенная в 1999 году. Большая часть центра города с 2007 года закрыта для движения автотранспорта.
- автомагистраль A1, проходящая с юго-запада на северо-восток, связывает Любляну с крупнейшими городами страны — Марибором, Целе на севере и морским портом Копера на юге. Часть европейских автомобильных маршрутов E 57 и E 70, с выходом к австрийской Вене, итальянскому Триесту и хорватской Риеке.
- автомагистраль A2, проходящая с северо-запада на юго-восток, связывает Любляну с населёнными пунктами Словении.

### Общественный
Основным видом общественного транспорта Любляны является автобус, имеющий бело-зелёную расцветку. Единственный перевозчик — компания с муниципальным участием Ljubljanski potniški promet («Пассажирский транспорт Любляны»), обслуживающая 75  городских маршрутов автобусами немецких марок Man и Mercedes-Benz, свыше половины которых — сочленённые. Оплата за проезд осуществляется бесконтактными картами Urbana. С 2009 года в тёплый сезон курсирует электромобиль «кавалер», который бесплатно перевозит туристов по улицам исторического центра.
С автовокзала Любляны, расположенного напротив главного железнодорожного вокзала, отправляются пригородные, междугородние и международные маршруты в города Европы, в том числе в Триест и Белград (время в пути — 2 и 8 часов соответственно).
Люблянский фуникулёр, открытый в 2006 году, связывает центральный рынок с замком. Широкое развитие получили системы проката велосипедов. По рекам Люблянице и Саве в тёплый сезон курсируют прогулочные суда.
В 1901—1958 годы в Любляне курсировал трамвай, и в 1951—1971 годы — троллейбус.

#### Железнодорожный и воздушный
С железнодорожного вокзала Любляна отправляются поезда во все направления Словении и соседние страны Европы. Через Любляну проходит самый быстрый поезд Словении, связывающий Копер с Марибором. Регулярно курсируют международные электропоезда на Загреб, Риеку, Грац, Зальцбург (время в пути — от 2-х до 4-х часов).
В пределах города расположено 6 пассажирских станций и 9 остановочных пунктов. Главный пассажирский вокзал на станции Любляна, открытый в 1849 году, примыкает к историческому центру города. Станция Любляна-Залог является крупнейшей сортировочной станцией Словении.
Международный аэропорт Йоже Пучника расположен в 25 км от города; место базирования самолётов упраздненной словенской авиакомпании Adria Airways; пассажиропоток в 2012 году составил 1,2 млн человек.

## Культура
Жители Любляны говорят на люблянском говоре (словен. ljubljanščina), относящемся к гореньской группе диалектов словенского языка.
В Любляне регулярно проходят международные фестивали: альтернативной и этнической музыки Druga godba, джазовый, уличного театра Ana Desetnica, альтернативной культуры Trnfest, современного искусства «Город женщин», кинофестиваль LIFFE, биеннале графики, Люблянский марафон.
Главный праздник города отмечается 9 мая, в память об освобождении Любляны от немецких захватчиков в 1945 году. Второй праздник города — 14 апреля, на который приходится первое письменное упоминание о появлении города.
В 2010 году в городе насчитывалось 10 театров, 14 музеев, 56 галерей, 4 профессиональных оркестра. Крупнейшие собрания исторических и художественных ценностей хранятся в Национальном музее (основан в 1821 году) и Национальной галерее (основана в 1918 году) Словении. Среди других крупных учреждений культуры: Симфонический оркестр Словенской филармонии и Словенский национальный театр оперы и балета.
Главная футбольная арена — стадион «Бежиград» на 8 тысяч зрителей, построенный по проекту Й. Плечника в 1935 году; является домашним стадионом для люблянского футбольного клуба «Олимпия».

## Образование
- Люблянский университет, основанный в 1919 году, является крупнейшим высшим учебным и научно-исследовательским заведением Словении, в котором обучается свыше 60 тысяч студентов. В состав университета входит три академии: музыкальная, изобразительного искусства и академия театра, радио, кино и телевидения. Университетская библиотека и Национальная и университетская библиотека Словении. Медицинский факультет университета курирует крупнейшее больничное учреждение Словении — университетский медицинский центр Любляны, открытый в 1975 году.
- Словенская академия наук и искусств, основанная в 1938 году, состоит из 6 отделений, включая медицинское. При академии с 1981 года действует научно-исследовательский центр.

## Памятники
- Памятник Франце Прешерну (1905) установлен в честь выдающегося словенского поэта первой половины XIX века, одного из основателей новейшей словенской литературы. С 1989 года строфа из стихотворения Прешерна «Zdravljica» является гимном Словении.
- Памятник Рудольфу Майстеру (1999) в честь словенского генерала и поэта, активного участника освободительной борьбы словенцев против Австрийской республики (1918-19).
- Памятник Сынам России и Советского Союза, погибшим на словенской земле в годы Первой и Второй мировых войн. 1 сентября 2019 года в 80-ю годовщину начала Второй мировой войны на памятнике был зажжён вечный огонь. Частицу пламени спецбортом министерства обороны России привезли из Москвы в специальной лампаде, сохранившей жар огня, горящего у Могилы Неизвестного солдата у Кремлёвской стены[42].

## Архитектура
Любляна имеет звездообразную планировочную структуру, в центр которой вдаются зелёные клинья холма Рожник на западе, Замковой горы и холма Головец на востоке, зелёных зон у реки Савы на севере и болот Люблянского барья на юге. Из-за замка, возвышающегося над Старым городом, Любляну иногда называют «маленькой Прагой».
Любляна возникла как типично средневековый город: у подножия холма с замком, в излучине реки Любляницы, которая на протяжении веков служила ему естественной защитой от врагов. Преемственная связь Любляны с древней Эмоной отсутствовала: пришедшие в VI веке славяне могли застать только руины античного города. В позднем средневековье Любляна состояла из трёх обнесённых крепостными стенами частей, которые группировались вокруг Городской, Старой и Новой площадей. В средние века дома строились в основном из дерева, кирпич стали применять только со второй половине XV века. Среди сохранившихся средневековых построек — крепость Град.
В XVI—XVII веках город продолжал развиваться внутри крепостных стен. В XVI веке в Любляну пришёл ренессансный стиль. Старейший дом современной Любляны (построен из кирпича), расположенный на бывшей Рыбьей площади, датируется 1528 годом. На Замковой горе в готическом стиле была построена капелла святого Юрия. К 1586 году относится старейший фортификационный план Любляны архитектора Н. Ангелиния.
XVII и XVIII века прошли под знаком барокко. В этом стиле были построены Стиченский особняк на Старой площади, барочная церковь Благовещения на площади Прешерна, церковь урсулинок, ратуша на Городской площади, кафедральный собор святого Николая, построенный по проекту итальянского архитектора Андреа дель Поццо; дворец, построенный по проекту архитектора Габриэля Грубера; фонтан Трёх рек. В 1639 году итальянец Джованни Пьерони изобразил вид Любляны, обнесённой крепостными стенами. Со временем необходимость в средневековых укреплениях отпала, и после сноса стен в конце XVIII века разрозненные части города были объединены в единое целое. В XIX веке на смену барокко пришёл классицизм: в новом стиле был построен дворец Казина. Для второй половины века были характерны постройки в стиле эклектики: так, в неоренессансном стиле в конце века были построены здания центральной аптеки и Национального музея Словении.
После землетрясения 1895 года город был частично перестроен по проекту Макса Фабиани, на рубеже веков появились многочисленные здания в стиле модерн. К этому времени относится возведение президентского дворца, ректората университета и знаменитого моста Змея, украшенного четырьмя фигурами драконов — символов города. В первой половине XX века Любляна существенно изменила свой облик благодаря идеям словенского архитектора Йоже Плечника. По его проектам был достроен Тройной мост, оформлены кладбища Навье и Жале.
- Град
- Тройной мост
- Собор святого Николая
- Фонтан Трёх рек

## Города-побратимы
У Любляны подписаны соглашения о сотрудничестве с 21 городом мира, а также с Московской областью в 2001 году.
| - Пезаро, Италия (с 1964 года) - Парма, Италия (1964) - Хемниц, Германия (1966) - Братислава, Словакия (1967) - Сус, Тунис (1969) | - Кливленд, США (1975) - Висбаден, Германия (1977) - Тбилиси, Грузия (1977) - Леверкузен, Германия (1979) - Риека, Хорватия (1979) | - Чэнду, Китай (1981) - Плоче, Хорватия (1982) - Вена, Австрия (1999) - Афины, Греция (2000) - Москва, Россия (2000) | - Загреб, Хорватия (2001) - Грац, Австрия (2001) - Сараево, Босния и Герцеговина (2002) - Брюссель, Бельгия (2004) - Скопье, Северная Македония (2007) | - Белград, Сербия (2010) |

## Известные уроженцы
- Йоже Плечник
- Славой Жижек
- Лука Дончич